# Christina Fuchs

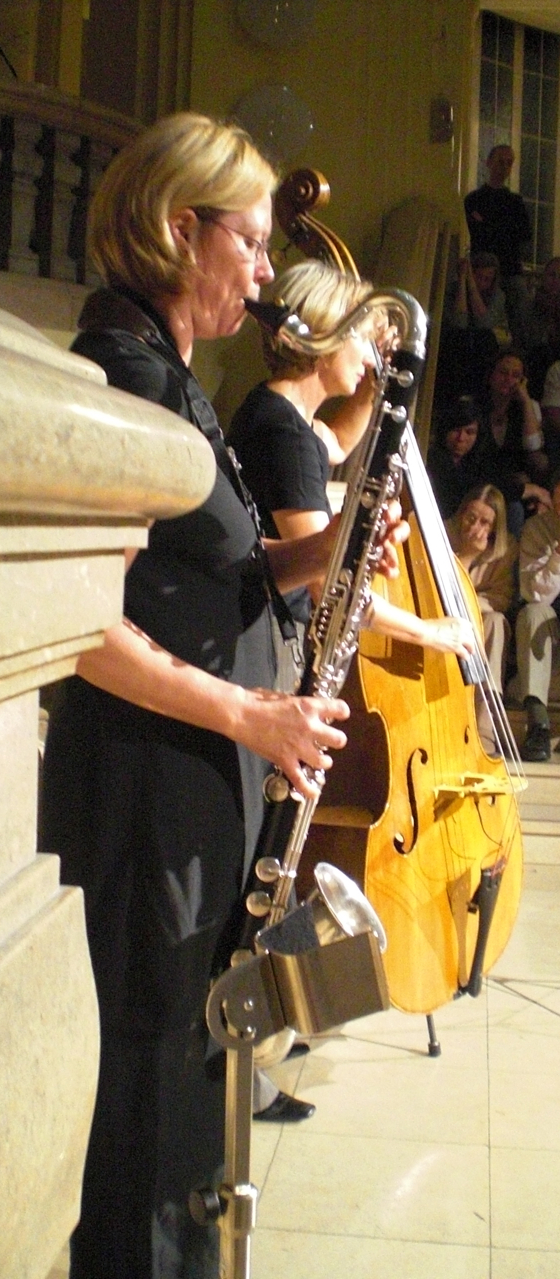
Christina Fuchs (2009, im Hintergrund Romy Herzberg)

Christina Fuchs (* 24. Dezember 1963 in München) ist eine deutsche Jazzmusikerin (Saxophonistin, Bassklarinettistin, Komponistin und Bandleaderin).

## Leben und Wirken
Fuchs lernte zunächst Klarinette und spielte im örtlichen Blasmusikverein. Nach einem Studium der Geschichte und Germanistik in Freiburg im Breisgau studierte sie zwischen 1987 und 1989 an der Musikhochschule Köln.  Seit 1987 arbeitete sie als Tenorsaxophonistin, Bassklarinettistin und Komponistin in verschiedenen Formationen der Neuen bzw. improvisierten Musik und des Jazz. Sie spielt mit ihrem Duo Kontrasax (mit Romy Herzberg), ihrem Quartett NoTango (mit Ulla Oster, Christoph Hillmann und dem Akkordeonisten Florian Stadler) und schrieb Musiken für Theater, Film und Rundfunk.
Zwischen 1992 und 2009 leitete sie gemeinsam mit Hazel Leach die Big Band United Women’s Orchestra, mit der sie drei CDs veröffentlichte. Außerdem nahm sie ihre eigenen Kompositionen mit der NDR Bigband auf und spielte im Multiple Joy[ce] Orchestra. 2012 kombinierte sie ihr Quartett NoTango mit dem Quartett von Andrea Keller; dieses Oktett, für das beide Leiterinnen komponierten, wurde als Highlight des Wangaratta Jazz Festivals 2012 gefeiert und gab 2014 Konzerte in Deutschland. Weiterhin bildet sie mit Angelika Niescier, Caroline Thon und Christine Hörmann das doubleXXSaxophoneQuartett.
Mit der WDR Big Band veröffentlichte Fuchs 2019 das Album Newton’s Cradle mit ihren Kompositionen. Gemeinsam mit Caroline Thon leitet sie seit 2019 das großformatige Fuchsthone Orchestra, das gute Kritiken erhielt. Sie hat eine Tochter und lebt und arbeitet in Köln.

## Preise und Auszeichnungen
1995 erhielt Fuchs das Arbeitsstipendium Jazz & Literatur. 1999 studierte sie als Stipendiatin des BMI Composers Program bei Maria Schneider in New York und bei George Russell in Boston. Unter anderem gewann sie den Kompositionswettbewerb jazzart NRW 2001/2002 und den des Julius Hemphill Composition Awards for Large Ensemble (2002). Sie ist die Preisträgerin des WDR Jazzpreis für Komposition 2014.

## Lexikalische Einträge
- Jürgen Wölfer: Jazz in Deutschland. Das Lexikon. Alle Musiker und Plattenfirmen von 1920 bis heute. Hannibal, Höfen 2008, ISBN 978-3-85445-274-4.